# Sinking Spring (Ohio)
Sinking Spring es una villa situada en el condado de Highland, Ohio, Estados Unidos. Tiene una población estimada, a mediados de 2023, de 121 habitantes.

## Geografía
La localidad está ubicada en las coordenadas 39°4′29″N 83°23′14″O / 39.07472, -83.38722. Según la Oficina del Censo, tiene una superficie de 1.21 km², correspondientes en su totalidad a tierra firme.

## Demografía
Según el censo de 2020, en ese momento había 118 personas residiendo en la localidad. La densidad de población era de 97.52 hab./km². El 97.46% de los habitantes eran blancos y el 2.54% eran de una mezcla de razas. Del total de la población, el 0.85% era hispano o latino.